# Nationales Koreanisches Tanzensemble
Das Nationale Koreanische Tanzensemble (The National Dance Company of Korea) ist das nationale Tanzensemble Südkoreas.

## Zugehörigkeit
Das Tanzensemble ist verbunden mit dem Koreanischen Nationaltheater in der Nachbarschaft von Jangchung-dong, Jung-gu gelegen, im Zentrum von Seoul, wo die National Dance Company of Korea hauptsächlich auftritt sowie mit der National Drama Company of Korea, der National Changguk Company Korea und dem Koreanischen Nationalorchester.

## Geschichte und Werk
Das Koreanische Tanzensemble wurde durch den Direktor Im Seong-Nam (임성남) und 12 weitere Tänzer im Februar 1962 gegründet. Seitdem ist es ein repräsentatives Tanzensemble in Südkorea mit dem Ziel, basierend auf dem traditionellen koreanischen Tanz neue Tänze zu schaffen und diese Werke aufzuführen. Die Company hat seit ihrer Gründung mit bekannten südkoreanischen Choreographen zusammengearbeitet, wie mit der Choreographin Bae Chung-hye die seit 2000 die Leitung des rund 60 Mitglieder umfassenden Ensembles übernommen hat.

Durch die Teilnahme an verschiedenen internationalen Festivals präsentiert sie
der Welt die traditionelle koreanische Kunst. Die National Dance Company hat ein reichhaltiges Repertoire. Soul, Sunflower, die Tanzproduktion gemeinsam mit dem deutschen Musik-Ensemble Saltacello (Peter Schindler)
wurde von Oktober 2006 bis April 2007 in etlichen ausverkauften Vorstellungen in Seoul gezeigt. Es ist ein einzigartiges Projekt kultureller Zusammenarbeit zwischen Deutschland und Südkorea. Diese Produktion reinterpretiert den koreanischen Tanz Salpuri. Salpuri ist ein Tanz zur Reinigung der Seele bedeutet wörtlich: "abwaschen der bösen Geister". In der modernen Version stellen die gezeigten Bewegungen menschliche Wünsche und Sehnsüchte dar.